# زيد تحسين
زيد تحسين عبد زيد هو لاعب كرة قدم عراقي، من مواليد 29 يناير 2001، يلعب في نادي باختاكور طشقند الأوزبكي. خاض أول مباراة دولية له مع منتخب العراق عندما لعب ضد سوريا في بطولة الأردن الدولية في 26 سبتمبر 2022.

## الاهداف الدولية مع المنتخب
| #  | التاريخ      | المكان                      | الخصم   | عدد الاهدف | النتيجة | المناسبة          |
| -- | ------------ | --------------------------- | ------- | ---------- | ------- | ----------------- |
| 1. | 26 آذار 2024 | ملعب ريزال التذكاري، مانيلا | الفلبين | 5–0        | 5–0     | تصفيات كأس العالم |

## روابط خارجية
- زيد تحسين على موقع قاعدة بيانات كرة القدم.إي يو (الإنجليزية)
- زيد تحسين على موقع ناشيونال فوتبول تيمز (الإنجليزية)
- زيد تحسين على موقع Soccerway.com (الإنجليزية)
- زيد تحسين على موقع عالم كرة القدم.نت (الإنجليزية)